# Wotan (DC Comics)
Wotan è un super criminale immaginario della DC Comics ed è l'arci-nemico di Dottor Fate, fino alla riformazione per mano dello stesso Yahweh.

## Biografia del personaggio
Abbastanza strano, l'essere noto come Wotan cominciò la sua esistenza come una donna dell'età della pietra che venne stuprata (si pensa da qualcuno che affermò di essere un servo di dio). Studiò le arti nere e divenne una strega così potente che fu venerata come una dea. Successivamente imparò come spostarsi da corpo in corpo e quindi indirizzare la propria reincarnazione, infine diventando l'essere maschile conosciuto come Wotan. Nella Golden Age, Wotan incontrò prima Lanterna Verde e poi lo stregone Dottor Fate, e di quest'ultimo divenne l'arci-nemico.
Durante il secondo volume di The Spectre negli anni ottanta, tentò di appropriarsi del corpo della maga Zatanna, ma fallì miseramente. Poi, all'inizio degli anni novanta, Wotan scoprì il tempio dove l'ultimo corpo di Yahweh - dio stesso - giaceva sepolto, ancora pieno di potere mistico. Wotan entrò nella torre con l'intenzione di assorbire tutto il potere di quel corpo, confrontandosi contro lo stesso dio, e tentando di soppiantarlo. Ma quindi ne riemerse accecato, in quanto il male dentro di lui era stato bruciato dal potere di dio. Dichiarando che Wotan non avrebbe più minacciato nessuno, uno dei servi di Yahweh fece scomparire Wotan, così che potesse cominciare una nuova vita.
Fisicamente, Wotan era un uomo alto con una costituzione robusta e la pelle verde. Aveva i capelli neri e gli occhi viola. Indossava un costume rosso con un mantello verde e stivali verdi.

## Poteri e abilità
Wotan è uno stregone maestro ed un brillante scienziato che creò meraviglie tecnologiche che sono molto più avanzate di quelle del XX secolo. Attraverso secoli di studio, Wotan imparò a maneggiare alla perfezione l'arte oscura della magia, diventando abbastanza potente da potersi scontrare addirittura contro Dottor Fate. Wotan può lanciare potenti raggi di energia mistica, volare, viaggiare tra le dimensioni, cambiare forma e avvalersi di una vasta gamma di incantesimi. Può anche assorbire le anime e i poteri degli altri esseri, trasferire la sua anima nei corpi altrui, e anche dirigere il corso della sua reincarnazione.

## In altri media

### Televisione
- Wotan comparve nell'episodio "The Eye of Despero" della serie animata Batman: The Brave and The Bold. Tentò di irrompere nella Biblioteca dell'Infinito, solo per essere fermato da Dottor Fate e da Batman.
- Wotan comparve anche negli episodi "Revelation" e "misplaced" della serie animata 'Young Justice'. Nell'episodio Revelation si unisce con Ultra Humanite, Joker, Conte Vertigo, Poison Ivy e Atomic Skull per formare la Lega Dell'ingiustizia per distogliere l'attenzione alla Justice League sull'organizzazione criminale segreta della "Luce".invece in Misplaced aiuta Klarion e gli altri maghi oscuri a creare 2 dimensioni che dividono gli adulti dai bambini minorenni.